# Longquan (köping i Kina, Shandong, lat 36,58, long 117,97)
Longquan (kinesiska: 龙泉镇, 龙泉) är en köping i Kina. Den ligger i provinsen Shandong, i den östra delen av landet, omkring 87 kilometer öster om provinshuvudstaden Jinan.
Genomsnittlig årsnederbörd är 769 millimeter. Den regnigaste månaden är juli, med i genomsnitt 284 mm nederbörd, och den torraste är januari, med 7 mm nederbörd.